# Jean Khayat
Jean Khayat (in arabo جان خياط ‎?; Tunisi, 3 maggio 1942) è un ex schermidore tunisino, specializzato nella sciabola.

## Carriera
Ha rappresentato la Tunisia ai Giochi olimpici di Roma 1960 nel concorso del fioretto e della sciabola.